# Individueel vervoer
Individueel vervoer is in Nederland een vorm van semi-openbaar vervoer, uitgevoerd volgens de Wet maatschappelijke ondersteuning. Hier kunnen personen met medische beperkingen gebruik van maken, wanneer het reguliere openbaar vervoer niet toereikend is. Dit vervoer wordt onder meer ten uitvoer gebracht door de regionale taxibedrijven. 
Alleen met een (medische) indicatie kan gebruikgemaakt worden van  vervoer waarbij ritten niet gecombineerd worden met andere passagiers. Anders worden ritten - waar mogelijk - gecombineerd. 
Voor interregionaal verkeer van meer dan vijf zones is er Valys, een vervoerregeling in opdracht van het ministerie van VWS die wordt uitgevoerd door Transvision. 